# ديفيد إيدي
ديفيد إيدي (بالإنجليزية: David Eddy)‏ هو لاعب هوكي الجليد أمريكي، ولد في 10 ديسمبر 1990 في وودبوري في الولايات المتحدة.

## وصلات خارجية
- ديفيد إيدي على موقع دوري الهوكي الوطني (الإنجليزية)
- ديفيد إيدي على موقع EliteProspects.com (الإنجليزية)
- ديفيد إيدي على موقع HockeyDB.com (الإنجليزية)